# 桃型駆逐艦
桃型駆逐艦（ももかたくちくかん）は、日本海軍の2等駆逐艦。同型艦4隻。

## 計画・建造
磯風型と同じく1915年（大正4年）度計画で建造された駆逐艦。八四艦隊整備案の中型駆逐艦として、大正4年度から大正5年度で4隻総額5,563,256円の予算となった。
前型の樺型が急造のため桜型の図面を流用したのに対し、本型は新規設計となった。1915年(大正4年)7月10日に佐世保海軍工廠と舞鶴海軍工廠へ2隻ずつの建造訓令が出され、樺型ほど急がれずに起工から6カ月乃至12カ月で完成した。

## 艦型
基本計画番号F27。同時計画の磯風型(基本計画番号F24)を小型化したような艦型となった。
従来の2等駆逐艦では凌波性の不足が問題になったので、船首楼の乾舷を高くしてフレアを増し、舷側に丸みを持たせて水はけを良くした。また船首楼を長くし艦橋も出来るだけ後方に置いた。この艦首形状はその後の2等駆逐艦や1等駆逐艦では峯風型以降にも採用された。本型は船型と推進効率が良く、艦尾波が大きく立たないので夜戦に有利と言われていた。
機関は「桃」「樫」が艦本式衝動タービン、「檜」「柳」はブラウン・カーチス式タービンを搭載し、出力は樺型の約1.6倍の16,700馬力、速力も31.5ノットに向上した。なお従来のタービンは海外設計のものを国内で製造していたが、「桃」「樫」のタービンは初めて艦政本部の設計となり、「桃」「樫」のタービンは横須賀海軍工廠で、「柳」は佐世保海軍工廠で、「檜」は川崎造船所でそれぞれ製造されている。また形式は直結タービンであるが、巡航タービンが備えられ、ギアを介して連結されていた。缶(ボイラー)は前部が艦本式小型缶(石炭重油混焼)2基、後部が同大型缶(重油専焼)2基となっている。
兵装は魚雷発射管に3連装発射管を初めて装備、2基6門を搭載し、磯風型(連装3基6門)と同等の雷撃力をもった。主砲は12cm砲3門を装備、磯風型(同4門)より1門少ないだけだった。

## 運用
竣工後は同型艦4隻で第十五駆逐隊を編成、樺型8隻に続いて地中海へ派遣され船団護衛任務に就いている。
「樫」は除籍後に満州国海辺警備隊へ譲渡され「海威（ハイウェイ）」となった。しかし太平洋戦争が始まり無償貸与の形で再び日本海軍が使用した。

## 同型艦

### 桃（もも）
1916年(大正5年)2月28日佐世保海軍工廠で起工、10月12日午前9時進水、12月23日竣工。
地中海遠征に参加。1940年（昭和15年）4月1日、除籍。

### 樫（かし）
1916年3月15日舞鶴海軍工廠で起工、12月1日午後2時進水、1917年(大正6
年)3月31日竣工。
地中海遠征に参加、船団護衛任務についていた。
日本に帰国してからは魚雷発射管を撤去され水上機の運用試験などに使用された。
1937年（昭和12年）5月1日除籍。満州国に譲渡され「海威」となる。九〇式一号水上偵察機一機を運用していた。
1942年（昭和17年）6月29日満州国海軍から日本海軍への無償貸与という形で日本海軍に編入され「海威」として日本海軍の船になる。東シナ海などで護衛・哨戒活動を行った。
1944年（昭和19年）10月10日、沖縄で十・十空襲により戦没。

### 檜（ひのき）
1916年5月5日舞鶴海軍工廠で起工、12月1日午後1時進水、1917年3月31日竣工。
地中海遠征に参加。1940年4月1日、除籍。

### 柳（やなぎ）
1916年10月21日佐世保海軍工廠で起工、1917年2月24日午前10時5分進水、5月5日竣工。
地中海遠征に参加。1940年4月1日除籍。佐世保海兵団の練習船として使用。戦後解体、船体は北九州市若松区若松港の防波堤として使用（軍艦防波堤）。

## 駆逐隊の変遷
桃型は4隻からなり、4隻で第十五駆逐隊を編成した。

### 第十五駆逐隊→第二十四駆逐隊
佐世保鎮守府籍の桃・樫・檜・柳で編成。山彦型駆逐艦からなる先代が大正2年4月1日に解隊されて以来の三代目の第十五駆逐隊となった。佐世保鎮守府所属の樺型駆逐艦すべてが第二特務艦隊に召集されて地中海に遠征していたため、しばらくは佐世保にとどまったが、大正6年12月12日に地中海で船団護衛中の第二特務艦隊へ編入されている。大正7年4月1日、佐鎮の駆逐隊は第二十一～第三十までの番号に揃えられたため、第二十四駆逐隊に改称した。後半は中国大陸での活動が長かった。昭和12年5月31日、白露型駆逐艦海風が竣工し、第二十四駆逐隊は海風以降に竣工する白露型駆逐艦と交代することになり、この日をもって桃型駆逐艦は駆逐隊より離脱した。所属部隊と所属駆逐艦の変遷は以下のとおり。各艦の艦歴は各艦の項目を参照。
1917年（大正6年）4月1日：桃、樫、檜で編成。佐世保鎮守府部隊。
1917年（大正6年）5月5日：竣工した柳を編入。編成完結。
1917年（大正6年）12月12日：第二特務艦隊。
1918年（大正7年）4月1日：第二十四駆逐隊に改称。
1919年（大正8年）8月9日：佐世保鎮守府予備艦。
1919年（大正8年）12月1日：第一艦隊第一水雷戦隊。
1920年（大正9年）12月1日：佐世保鎮守府予備艦。
1925年（大正14年）12月1日：鎮海要港部に派遣。
1926年（大正15年）12月1日：佐世保鎮守府予備艦。
1927年（昭和2年）12月1日：第一遣外艦隊。
1929年（昭和4年）11月30日：佐世保鎮守府予備艦。
1931年（昭和6年）12月1日：第一遣外艦隊。
1932年（昭和7年）2月2日：第三艦隊第一遣外艦隊。
1933年（昭和8年）5月20日：第三艦隊第十一戦隊。
1933年（昭和8年）11月15日：佐世保鎮守府予備艦。
1937年（昭和12年）5月1日：樫除籍。満州国海辺警備艦「海威」となる。
1937年（昭和12年）5月31日：解隊。桃、檜、柳は佐世保鎮守府予備艦となる。
（1940年（昭和15年）4月1日：桃、檜、柳除籍。）